# 사이몬 그리피스
시몬 그리퍼스(Simone Griffeth, 1950년 4월 4일 ~ )는 미국의 배우이다.
서배너에서 태어났다.

## 출연 작품
- 초이스 (2016년)
- 언터치드 (2013년)
- 패트리어트 수중 작전 (1986년)
- 핫 타겟 (1985년)
- 딜루전 (1981년)
- 쾌걸 매버릭 (1981년)
- 블랙 뷰티 (1978년)
- 형사 스타스키와 허치 (1975년)
- 죽음의 경주 (1975년)

### 텔레비전
- 6백만 달러의 사나이 - TV 시리즈 (1974년)